# مارشورن
مارشورن (بالإنجليزية: Marchhorn)‏ هو أحد جبال سلسلة جبال الألب ليبونتيني ويقع في كانتون تيسينو في سويسرا. يحتل المرتبة رقم 224 في قائمة جبال سويسرا من حيث الارتفاع، إذ يبلغ ارتفاعه حوالي 2962 متر، بينما يبلغ ارتفاع نتوء الجبل 327 متر.